# Eilema bitincta
Eilema bitincta là một loài bướm đêm thuộc phân họ Arctiinae, họ Erebidae.